# Museo di storia naturale Giacomo Doria

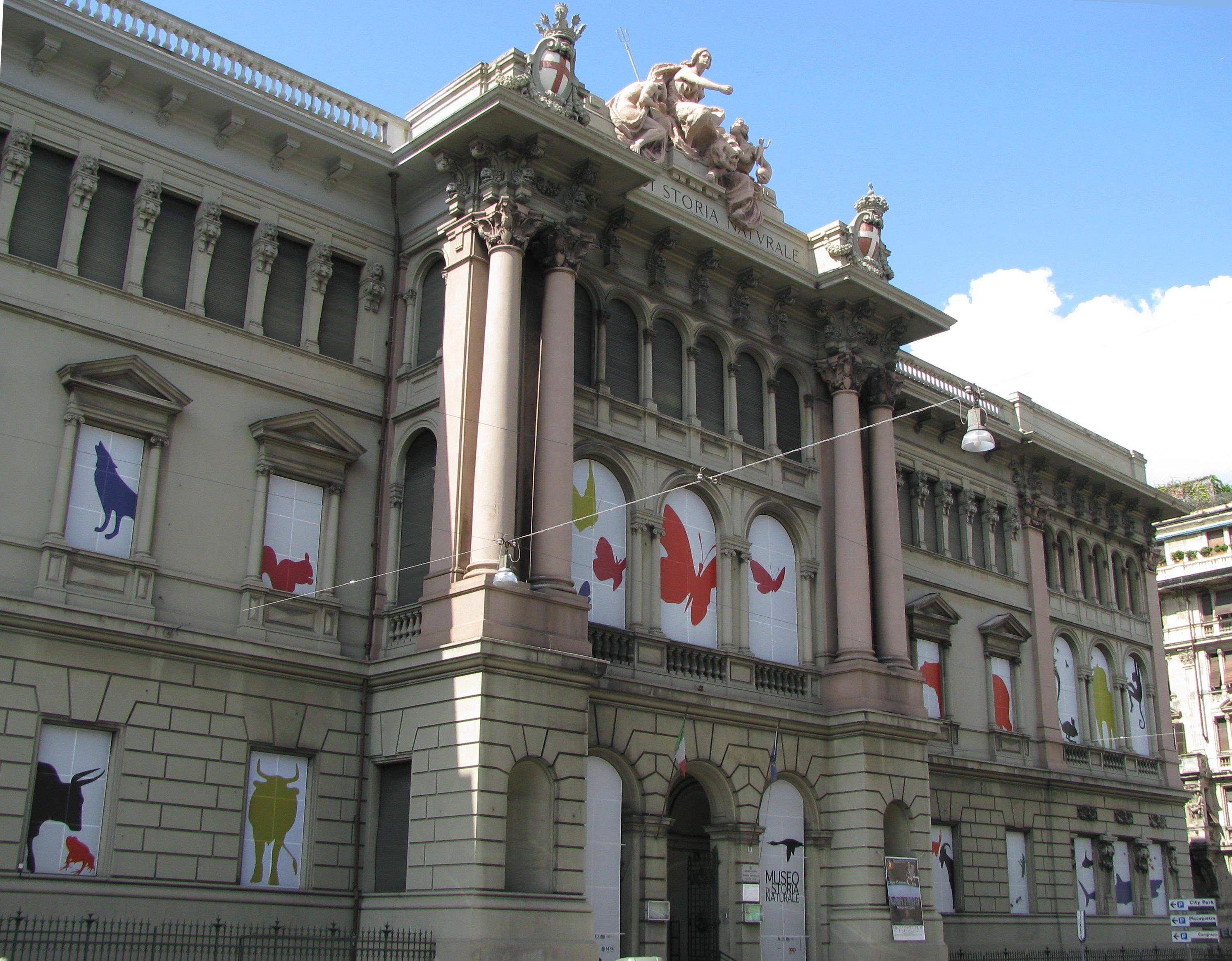
Außenansicht des Museo di storia naturale Giacomo Doria

Das Museo di storia naturale Giacomo Doria ist das städtische Naturkundemuseum der norditalienischen Stadt Genua. Seine Sammlung umfasst fast 4 Millionen Stücke mit einem Schwerpunkt auf Tieren, insbesondere Säugetieren und Tieren des Mittelmeers. Für Besucher zugänglich sind 23 Ausstellungssäle.

## Geschichte

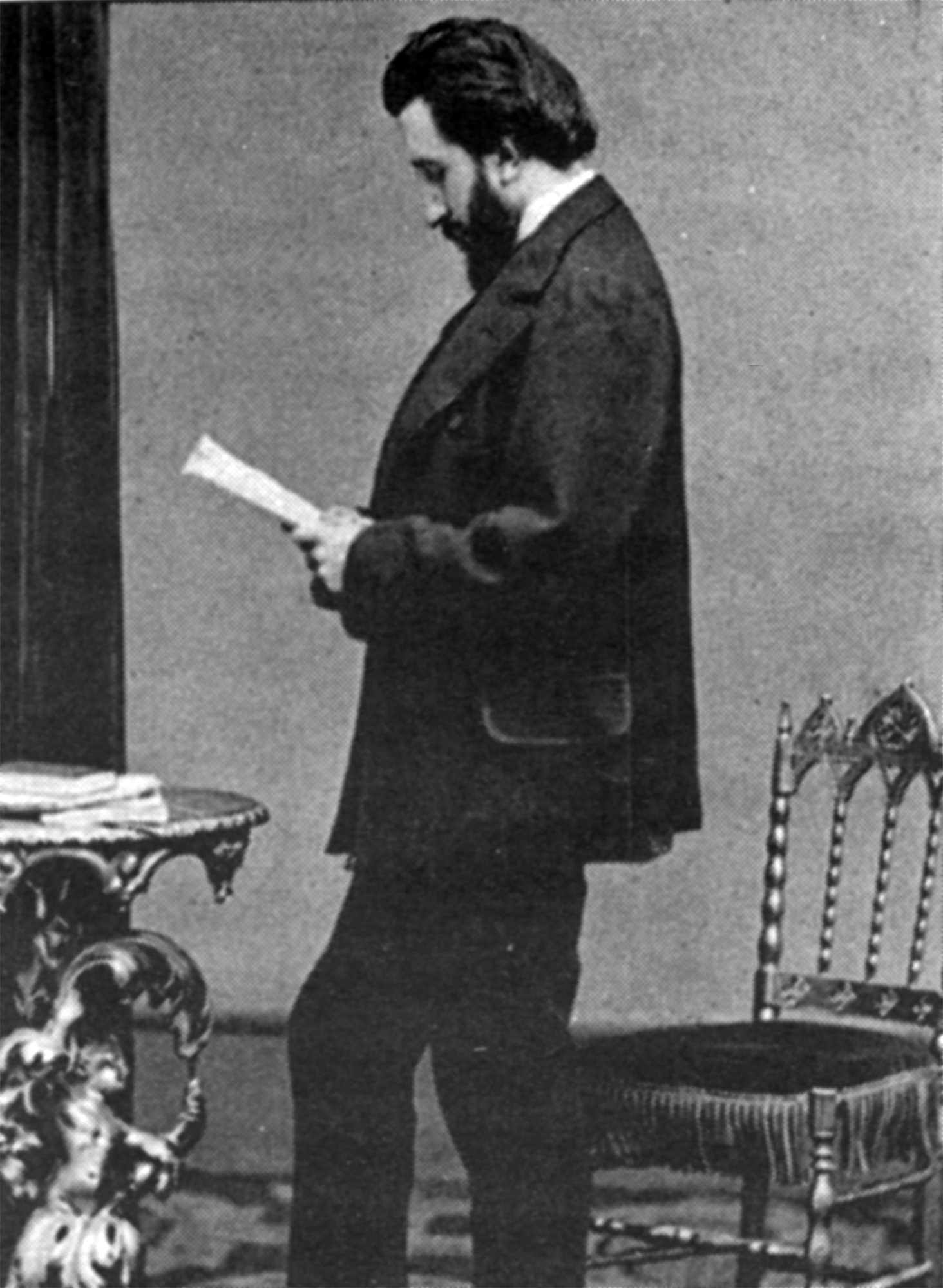
Giacomo Doria, Gründer, erster Direktor und Namensgeber des Museums

Das Museum geht auf Anstrengungen Giacomo Dorias zurück, der dem Stadtrat von Genua die Gründung vorschlug, der der Rat am 24. April 1867 einstimmig zustimmte. Der erste Sitz des Museums war das Stadthaus der Familie di Negro im Zentrum Genuas. Doria wurde der erste Museumsdirektor und gründete den Fundus des Museums unter anderem auf seine bei Reisen nach Persien (1863) und Borneo (1865) gesammelten Stücke. Dazu kamen die geologisch-paläontologische Sammlung des Marquis Lorenzo Pareto und die malakologische Sammlung von Prinz Oddone von Savoyen. Bei weiteren Reisen nach Asien, Afrika und Südamerika wurde die Sammlung so weit erweitert, dass der Bau eines neuen Gebäudes beschlossen wurde, welches am 17. Oktober 1912 eingeweiht wurde. Doria konnte an dieser Einweihung aus gesundheitlichen Gründen nicht mehr teilnehmen und nach seinem Tod am 19. September 1913 beschloss der Stadtrat am 25. November, das Museum nach ihm zu benennen und Dorias Büste dort aufzustellen. Die Nachfolger Dorias als Museumsleiter waren Raphael Gestro bis 1934, Oscar de Beaux bis 1947, Carlo Alzona bis 1955, Enrico Tortonese bis 1976, Lilia Capocaccia Orsini bis 1996, Roberto Poggi bis 2011 und seitdem Giuliano Doria.

## Ausstellung
Die Ausstellung ist in 23 Säle gegliedert:
Erdgeschoss
- Atrium mit Eingangsbereich und Treppe zum ersten Stock
- Paläontologischer Saal mit vorwiegend Funden aus Ligurien
- Saal 1: Primaten
- Saal 2: Primaten und Fledertiere
- Saal 3: Raubtiere
- Saal 4: Raubtiere, Riesengleiter und Insektenfresser
- Saal 5: Raubtiere, Nagetiere, Hasenartige, Schliefer, Rüsseltiere und Seekühe
- Saal 6: Wale und Paarhufer
- Saal 7: Wale und Paarhufer, darunter das Skelett eines Finnwals
- Saal 8: Paarhufer
- Saal 9: Diorama der afrikanischen Savanne
- Saal 10: Paarhufer, Unpaarhufer, Nebengelenktiere, Schuppentiere, Beuteltiere und Kloakentiere

Erster Stock
- Ligurischer Saal mit Säugetieren und Vögeln Liguriens
- Saal 11: Vögel
- Saal 12: Vögel
- Saal 13: Vögel
- Saal 14: Reptilien
- Saal 15: Reptilien, Amphibien und Fische
- Korridor des Meeres
- Saal 16: Fische und Rundmäuler
- Saal 17: Wirbellose (Gliederfüßer)
- Saal 18: Wirbellose (sonstige)
- Saal 19: Die Zelle
- Saal 20: Steine und Mineralien